# Jean-Claude Désir
Jean-Claude Désir (* 8. August 1946) ist ein ehemaliger haitianischer Fußballspieler.

## Karriere

### Verein
Désir spielte in den Vereinigten Staaten für Detroit Cougars und wechselte 1973 in die Heimat zu Aigle Noir AC.

### Nationalmannschaft
Désir war Stammspieler der haitianischen Nationalmannschaft während der Qualifikation zu der WM 1974 und trug mit drei Toren maßgeblich dazu bei, dass Haiti erstmals die Teilnahme an der WM 1974 gelang. Auch bei der WM war er gesetzt und bestritt alle drei Vorrundenspiele.